# Raquel Carriedo-Tomás
Raquel Carriedo-Tomás (Zaragoza, 8 februari 1971) is een Spaanse golfprofessional die golfte op de Ladies European Tour.

## Loopbaan
In 1995 werd Carriedo golfprofessional en maakte haar debuut op de Ladies European Tour (LET). In 2000 was ze de eerste Spaanse die geselecteerd was voor de Solheim Cup. In 2001 behaalde ze op de LET haar eerste profzege door het Taiwan Ladies Open te winnen. Later won ze het Compaq Open en het Waterford Crystal Ladies' Irish Open waardoor ze op het einde de "LET Order of Merit 2001" won. In 2002 behaalde ze haar vierde en laatste zege door het Tenerife Ladies Open te winnen. In 2003 maakte ze haar debuut op de LPGA Tour en speelde één golfseizoen. In 2004 golfte ze terug op de LET.

## Prestaties

### Professional
Ladies European Tour
- 2001: Taiwan Ladies Open, Compaq Open, Waterford Crystal Ladies' Irish Open
- 2002: Tenerife Ladies Open

## Teamcompetities
Professional
- Solheim Cup ( EU): 2000 (winnaars), 2002